# Lule Stassteater
Lule Stassteater är en fri professionell teatergrupp i Luleå grundad 1975. Gruppen har inte haft en fast scen utan kallar sig själv uppsökande.
Lule Stassteater turnerar huvudsakligen i de fyra nordligaste länen och har samarbete med Folkets hus och parker. (Bagageresan 2015)
Teatern producerar föreställningar riktade till barn och unga. 
Grundare och konstnärlig ledare var fram till sin död teaterveteranen Harry Nyman. 
Teatern har producerat 2-7 olika föreställningar per år sedan starten. Varje år spelar man en Julkalender samt sommarteater i Luleå Stadspark. Utöver det  arrangerar man teaterkurser för unga och cirkusverkstäder för barn.
Teatern håller, på uppdrag av Norrbottens läns landsting med sjukhusclowner på barnkliniken på Sunderby sjukhus.